# Obowiązek stosowania nawozów mineralnych
Obowiązek stosowania nawozów mineralnych – przymus prawny skierowany do rolnika, w celu stosowania podstawowego środka produkcji rolniczej, sprzyjający podnoszeniu plonów roślin i wzrostowi wydajności produkcji rolniczej.

## Ustawowy obowiązek stosowania nawozów mineralnych w gospodarstwach rolnych
Ustawą z 1967 r. o obowiązku stosowania nawozów mineralnych zobowiązano rolników do stosowania nawozów mineralnych, przez co dążono do zapewnienia odpowiedniego wzrostu produkcji rolniczej w gospodarstwach o niskim poziomie gospodarowania.
Ustawa wprowadziła obowiązek stosowania na użytkach rolnych minimalnych dawek nawozów mineralnych. Obowiązkowi podlegali właściciele gospodarstw rolnych o obszarze:
- dwóch lub więcej ha przeliczeniowych gruntów ornych;
- dwóch lub więcej ha fizycznych trwałych użytków zielonych niezmeliorowanych klasy I, II i III;
- trzech lub więcej ha łącznie gruntów ornych i użytków zielonych.

Biuro gromadzkiej rady narodowej ustalało ilość nawozów mineralnych w czystym składniku, jakie należy zastosować w poszczególnych gospodarstwach rolnych.
Właściciel gospodarstwa rolnego, który nie wykonał obowiązku zastosowania minimalnych dawek nawozów mineralnych, zobowiązany był wpłacić na rachunek gromady kwotę odpowiadającą 80% wartości niewykupionej ilości nawozów. Jeśli gospodarstwo nie było objęte obowiązkiem dostaw zbóż, wówczas płacił 100% wartości nawozów mineralnych.

## Rejony zobowiązane do stosowania nawozów mineralnych
Zarządzenie Ministra Rolnictwa z 1967 r. określono rejony na których wystąpił obowiązek stosowania nawozów mineralnych, w tym gdy:
- zapewnione było odpowiednie zaopatrzenie w nawozy w wysokości co najmniej minimum zalecanych dawek;
- objęte były kontraktacją roślin;
- posiadały trwałe zmeliorowane użytki zielone;
- stanowiły plantacje nasienne;
- istniały mapy odczynu i zasobności gleb dla danego rejonu;
- zapewniony był instruktaż i poradnictwo fachowe w zakresie nawożenia roślin uprawnych.

Ustalanie wysokości dawek nawozów mineralnych opierało się na opinii stacji chemiczno-rolniczej.

## Sposoby stwierdzenia wywiązania się z obowiązku stosowania nawozów mineralnych
Zarządzeniem Ministra Rolnictwa z 1967 r. o obowiązku stosowania nawozów mineralnych potwierdzano na podstawie:
- dowodu zakupu nawozów mineralnych wydanego przez jednostkę uspołecznioną uprawnioną do obrotu nawozami mineralnymi;
- okazania przez właściciela gospodarstwa dowodu poświadczającego zakup nawozów mineralnych organom prezydium gromadzkiej rady narodowej;
- stwierdzenie planu wykonania w całości obowiązku zastosowania nawozów mineralnych w ramach gminy.

## Zużycie nawozów mineralnych w ujęciu statystycznym

### Zużycie nawozów mineralnych w latach 1954–1969
Według danych rocznika statystycznego GUS poziom zużycia nawozów mineralnych w latach 1954–1969 kształtował się następująco (w kg czystego składnika):
| Lata gospodarcze | Na 1 ha użytków rolnych w kg czystego składnika | Na 1 ha użytków rolnych w kg czystego składnika | Na 1 ha użytków rolnych w kg czystego składnika | Na 1 ha użytków rolnych w kg czystego składnika |
| Lata gospodarcze | Razem                                           | Azotowe                                         | Fosforowe                                       | Potasowe                                        |
| ---------------- | ----------------------------------------------- | ----------------------------------------------- | ----------------------------------------------- | ----------------------------------------------- |
| 1954/55          | 26,7                                            | 6,8                                             | 7,1                                             | 12,8                                            |
| 1959/60          | 36,5                                            | 12,3                                            | 8,9                                             | 15,3                                            |
| 1964/65          | 56,4                                            | 19,7                                            | 16,5                                            | 20,2                                            |
| 1965/66          | 66,4                                            | 22,1                                            | 18,0                                            | 26,3                                            |
| 1966/67          | 80,7                                            | 26,2                                            | 20,8                                            | 33,7                                            |
| 1967/68          | 93,4                                            | 30,9                                            | 23,0                                            | 39,5                                            |
| 1968/69          | 109,5                                           | 35,8                                            | 26,9                                            | 46,8                                            |

### Zużycie nawozów mineralnych w latach 1995–2019
Według roczników statystycznych GUS poziom zużycia nawozów mineralnych w latach 1995–2019 kształtował się następująco (w kg czystego składnika):
| Lata gospodarcze | Na 1 ha użytków rolnych w kg czystego składnika | Na 1 ha użytków rolnych w kg czystego składnika | Na 1 ha użytków rolnych w kg czystego składnika | Na 1 ha użytków rolnych w kg czystego składnika |
| Lata gospodarcze | Razem                                           | Azotowe                                         | Fosforowe                                       | Potasowe                                        |
| ---------------- | ----------------------------------------------- | ----------------------------------------------- | ----------------------------------------------- | ----------------------------------------------- |
| 1995/96          | 84,5                                            | 47,6                                            | 16,9                                            | 20,0                                            |
| 1999/2000        | 85,8                                            | 48,4                                            | 16,7                                            | 20,7                                            |
| 2005/06          | 123,3                                           | 62,5                                            | 27,7                                            | 33,1                                            |
| 2009/10          | 119,2                                           | 68,9                                            | 23,7                                            | 26,6                                            |
| 2018/19          | 129,7                                           | 67,7                                            | 23,4                                            | 38,7                                            |